# سعد (مجلة)
مجلة سعد هي مجلة كويتية شهرية مصورة عن دار الرأي العام. أسسها (عبد العزيز فهد المساعيد) وصدر العدد الأول منها بتاريخ 8 نيسان (أبريل) عام 1969م كملحق لجريدة الرأي العام حتى تحولت إلى مجلة فصلية، تتولى رئاسة تحريرها منال الرفاعي التي توقع باسم ماما منال.
قام بإخراج المجلة أكثر من فنان، من أبرزهم نادر سعيد. قطع المجلة 21×27سم وعنوانها: شارع المطار، الشويخ. لا توجد إشارة إلى السن التي توجه إليه المجلة لكن من محتواها يبدو أنها موجهة حتى سن الرابعة عشر.
شخصيات المجلة الرئيسة هي سعد وشهد، ودلولة. تعتمد المجلة على القصص الكرتونية حيث تتراوح الصفحات من 12 إلى 15 صفحة من ضمن 44 صفحة، وبعضها ثابت والبعض الآخر متنوع، أهم كتاب المجلة الدكتور عبد الرحمن عبد اللطيف، ونصر عبد القادر وآخرون. وأغلب الصفحات الكرتونية يرسمها محمد يونس، دون إشارة إلى المؤلفين.
تعتمد المجلة أيضاً على المعلومات والعلوم، التي يندرج الكثير منها في إطار المسابقات، وعلى رسوم وأفكار مقتبسة من مصادر أجنبية دون الإشارة إليها، مثل الاختلافات، ارسم ولون، الحروف المُتناثرة.
كما توجه بعض صفحات المجلة إلى الطفلات مثل إعداد أشياء تخص المنزل. تعتمد المجلة على نشر مساهمات القُرَّاء، المجلة لا تتضمن ملاحق وهي ملونة بأكملها في السنوات الأخيرة، وتتضمن صور القراء وتتباين علاقتها بالإعلان، فأحياناً تكون هناك 4 صفحات إعلانية، وفي أحيان أخرى تخلو المجلة تماماً من الإعلانات، سعر المجلة عام 2003 هو 500 فلساً كويتيَّاً، وغالباً ما يتضمن الغلاف إشارات إلى بعض المواد المنشورة في داخل العدد، شعار المجلة على الغلاف هو مجلة يحبها الصغار ويقرؤها الكبار.

## الأبواب
- أسبوعيات
- كنز المعلومات
- تسالي
- مبدعون من بلادي
- حروفنا الجميلة
- جريدة سعد
- إلى أحبائي الصغار